# Иванов, Иван Егорович
Иван Егорович Иванов (14 февраля 1918, Генераловка, Курская губерния — 13 июня 1980, Ленинград) — командир орудия 428-го гвардейского легкого артиллерийского полка (71-я отдельная легкая артиллерийская бригада, 4-я гвардейская танковая армия, 1-й Украинский фронт, гвардии старший сержант — на момент представления к награждению орденом Славы 1-й степени.

## Биография
Родился 14 февраля 1918 года в деревне Генераловка (ныне  Белгородской области). Окончил 5 классов. Работал помощником машиниста паровых турбин на теплоэлектростанции в городе Новокузнецке.
В 1938 году был призван в Красную Армию и направлен в артиллерийскую часть. Принимал участие в войне с Финляндией 1939—1940 годов, походе в западную Украину и Белоруссию. Начало Великой Отечественный войны встретил у западных границ родины. Первый бой с немецко-вражескими захватчиками принял летом 1941 года под Тернополем. До 1942 года воевал в тяжёлой артиллерии, а затем попал в 258-й лёгкий артиллерийский полк. В 1943 году был принят в ВКП/КПСС. Воевал на Ленинградском, 3-м Прибалтийском, 1-м Украинском фронтах.
18 августа 1944 года батарея, в которой служил сержант Иванов, оторвавшись от основных частей оказалась рядом со станцией Антсла, к тому времени занятой врагом. Противники в спешном порядке разгружались эшелоны с пехотой, боеприпасами. Развернув орудия, артиллеристы открыли беглый прицельный огонь, точно накрыв цель. На станции поднялась паника, воспользовались этим наши наступавшие части и захватили станцию без потерь. В это бою расчёт Иванова уничтожил три машины с боеприпасами и более 15 противников. Приказом от 7 сентября 1944 года сержант Иванов Иван Егорович награждён орденом Славы 3-й степени.
17 марта 1945 года при отражении контратаки противника у населённого пункта Перкенштейн расчёт гвардии сержанта Иванова метким огнём подавил противотанковое орудие врага. 20 марта 1945 года участвовал в отражении 7 контратак противника, вывел из строя несколько десятков вражеских солдат и офицеров. Приказом от 13 апреля 1945 года сержант Иванов Иван Егорович награждён орденом Славы 2-й степени.
18 апреля огнём своего орудия поддерживал наступающую пехоту при форсировании реки Шпрее. Одним из первых переправился через реку и огнём содействовал расширению занятого плацдарма, уничтожил и рассеял до роты противника. 22 апреля у деревни Ной-Петерсхайн Иванов прямой наводкой уничтожил танк типа «пантера», 17 автомашин и до 70 вражеских солдат. 29 апреля расчёт Иванова вёл огонь по противнику, который стремился перерезать дорогу Потсдам — Бранденбург, и уничтожил до взвода фашистов. Последний выстрел по врагу гвардии старший сержант Иванов, командир противотанкового орудия, сделал на земле Чехословакии 9 мая 1945 года.
После победы продолжал службу в армии. Участник Парада Победы в июне 1945 года на Красной Площади в Москве. В 1946 году гвардии старшина Иванов был демобилизован.
Указом Президиума Верховного Совета СССР от 15 мая 1946 года за мужество, отвагу и бесстрашие, проявленные в боях с вражескими захватчиками гвардии старший сержант Иванов Иван Егорович награждён орденом Славы 1-й степени. Стал полным кавалером ордена Славы.
Жил в городе Ленинграде. Сначала работал на строительстве, восстанавливал разрушенный город. Позднее ушел на завод, работал слесарем. Трудовые дела фронтовика отмечены орденом «Знак Почёта». Скончался в Ленинграде 13 июня 1980 года, похоронен на Старо-Пановском кладбище.
Награждён орденами Красной Звезды, Славы 3-х степеней, «Знак Почёта», медалями (в том числе две — «За отвагу»).